# برج الباباس
برج الباباس هو مشروع سكني يقع بالقرب من بلدة مودورنو في تركيا  صممت مبانيه لتشبه قصور مصغرة، موقع المشروع المملوك لمجموعة ساروت تم هجره منذ 2019 وذلك بعد أن تقدم المطورون بطلب إفلاس لديون وصلت إلى 27 مليون دولار.